# Северный (Омутнинский район)
Се́верный — поселок в Омутнинском районе Кировской области. Входит в Залазнинское сельское поселение.

## География
Находится на расстоянии примерно 25 километров по прямой на восток от районного центра города Омутнинск.

## История
Основан в 1950 году на месте починка Болотный (в нем было учтено в 1926 году 4 двора и 17 жителей) как лесоучасток Залазнинского леспромхоза. В мае 1962 году почти весь сгорел. Жители были в основном из приезжих из Украины и Молдавии и из соседних деревень. В начале 1970-х годов – 500 жителей. Закрыт в 2006.

## Население
Постоянное население  составляло 91 человек (русские 98%) в 2002 году, 2 в 2010.